# Fernando Marín Abizanda
Fernando Marín (Arnedo, La Rioja, España, 27 de noviembre de 1971), futbolista español. Juega de interior y su actual equipo es el Haro Deportivo de la Tercera División de España. 

## Trayectoria
Debutó con el primer equipo del Logroñés el 5 de marzo de 1995 y jugó 25 partidos en Primera División.
Ha pasado casi toda su carrera deportiva en el Logroñés, siendo uno de los jugadores más queridos por los aficionados riojanos.

## Clubes
| Club       | País   | Año       |
| ---------- | ------ | --------- |
| Arnedo     | España | 1986-89   |
| Logroñés B | España | 1989-95   |
| Logroñés   | España | 1995-00   |
| Badajoz    | España | 2000-02   |
| Logroñés   | España | 2002-04   |
| Varea      | España | 2004-05   |
| Logroñés   | España | 2005-07   |
| Haro       | España | 2007-2008 |

Actualmente milita en el E.D.F. Logroño de la Liga senior de Fútbol Sala del grupo de La Rioja.